# Fazenda Carreiras
A Fazenda Carreiras está localizada em Carreiras, zona rural de Ouro Branco, Minas Gerais, sendo conhecida também como Fazenda Tiradentes. Fundada em 1694, ela é marcada por histórias e acontecimentos do período colonial.
A fazenda foi construída no caminho do ouro, ligando as minas de ouro de Minas Gerais ao Rio de Janeiro, sendo um local de movimentação importante, onde o ouro era levado para a corte, enquanto produtos para consumo eram trazidos para a população mineira.

## Arquitetura
A arquitetura da Fazenda Tiradentes é uma representação do estilo colonial brasileiro, com paredes de pau-a-pique e alicerce de pedra, telhados com telhas curvas, pisos e janelas em tábuas.

## História
A Fazenda leva o nome de Tiradentes devido ao envolvimento do personagem na Inconfidência Mineira e a possível estadia dele (Joaquim José da Silva Xavier) para passar uma noite na estalagem Varginha, próxima à Fazenda Carreiras. O relato surgiu de Dom Pedro II, que mencionara Carreiras em seu diário: 
"Partida às seis horas. Carreiras... Varginha. Casa onde se reunirão os inconfidentes. Vi a mesa e os bancos corridos de encosto onde assentavam. São de maçaranduba e estão colocados na varanda. Perto do Arraial de Ouro Branco, às 10 horas, vieram me encontrar Gorceix e outros. Gorceix já está um verdadeiro mineiro, e fala corretamente o português." (Diário de Viagem de D. Pedro II, 30 de março de 1881, em sua segunda viagem à província de Minas Gerais).
Viajantes estrangeiros que atravessaram a região no século XIX, como o médico Johann Emanuel Pohl, relataram: 
"Esse povoado é composto exclusivamente por casas afastadas umas das outras, em uma extensão de cerca de uma légua, entre as quais se encontram uma venda e um rancho construído de pedra-sabão para abrigo dos viajantes. Mais ou menos no centro dessa longa fileira de casas há um alto cruzeiro rodeado por palmeiras que lhe dão um aspecto singularmente gracioso."
Outro estrangeiro, Hermann Buhrmeister, que visitou Ouro Branco por volta de 1850, afirmou: 
"Depois de minha volta à pátria, notei, com grande prazer, que Rugendas (I Parte, prancha 4) escolhera exatamente esse ponto para registrar o aspecto da região dos campos com seus pinheiros. Esse desenho, muito bem feito, captura fielmente a paisagem entre Ouro Branco e Carreiras, onde nós estávamos então".
No século XX, ocorreu uma grande mudança no empreendimento econômico da cidade de Ouro Branco, com a implantação de uma mineradora que afetou a Fazenda (sua importância). A mineradora Açominas (atual Gerdau) atraiu um grande número de pessoas em busca de emprego, levando à chegada de cerca de duzentos mil habitantes no município, incluindo arquitetos e engenheiros.
A partir dessa implementação, foram feitos planejamentos urbanos em Ouro Branco, nos quais a empresa se comprometeu a preservar o patrimônio cultural da cidade. Houve uma revitalização realizada por um grupo de arquitetos e profissionais, mantendo a originalidade e os aspectos culturais da Fazenda.
A Fazenda Carreiras foi vendida à prefeitura em 1992, sendo tombada pela lei municipal em 1997. Em 1999, o IEPHA/MG também protegeu a Fazenda por meio do tombamento estadual.

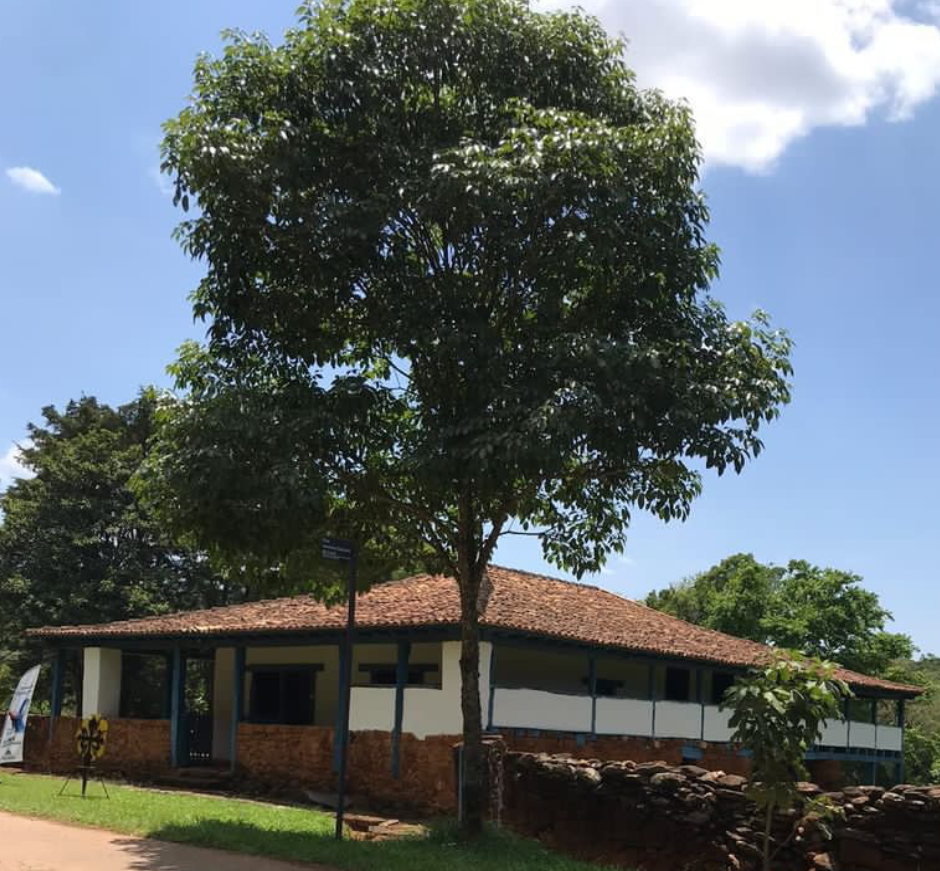
Museu e Centro Cultural - Fazenda Carreiras/Tiradentes, 2023

Em 2024, a Fazenda foi observada como um importante local cultural e histórico. Ela serve de museu e centro cultural, onde os visitantes podem aprender sobre a história da mineração, a vida colonial, a Inconfidência Mineira e a importância da cidade e região na formação do Brasil.